# 핼리팩스 스탠필드 국제공항
핼리팩스 스탠필드 국제공항(영어: Halifax Stanfield International Airport, IATA: YHZ, ICAO: CYHZ)은 캐나다 노바스코샤주 핼리팩스에 위치한 국제공항이다. 몬트리올 피에르 엘리오트 트뤼도 국제공항 다음으로 큰 캐나다 동부의 대표적 공항이며 에어 캐나다, 에어 캐나다 익스프레스가 공항을 제2 허브 공항으로 사용하고 있다.

## 역사

### 1960년대 이전
핼리팩스 반도 웨스트 필드에 위치한 퀘부코 비행장은 1931년 핼리팩스 시에 의해 국제공항으로 승격되었고 1942년 국제공항으로 사용되었으나 제2차 세계대전이 발발하면서 육군 항공대 기지로 사용이 되었다. 그 이후 1960년 6월까지 캐나다 공군의 동부전선의 주기지로 사용하였고 그 후 다시 국제공항으로 재개방되었다. 1954년 켈리 호 근처가 적절한 공항 부지로 선정되었다. 연방 교통국이 공항을 짓는 동안 핼리팩스 시는 부지를 구매하였다. 건설하기 전 주 정부는 날씨를 주로 고려하여 건설을 하였는데, 대서양과 인접한 핼리팩스의 지리적 특성상 안개가 공항 운영에 지장을 줄 가능성이 있기 때문이다. 이를 위해 부지 근처의 숲 일부분을 베자는 의견이 있었으나 2008년까지 분석을 해본 결과 102번 고속국도에만 적용된다는 결과가 나왔다.

### 노란 리본 작전
2001년 9월 11일 9.11테러가 발생하자 북미방공사령부는 '작전명-노란 리본'을 실행하여 캐나다 상공을 지나가는 40편 이상의 항공기들이 근처 공항으로 강제 착륙되었다. 대부분 캐나다 국적항공기들은 캐나다 중부 공항에 착륙하였고 외국 국적 항공사들은 서부와 동부 지역에 착륙하였는데 유럽에서 오는 대부분의 항공편들은 중부의 토론토 피어슨 국제공항과 오타와 맥도날드 카르티에 국제공항 같은 곳에 착륙하기를 거부했기 때문이다. 동부의 갠더와 핼리팩스 시의 시민들의 협조와 지원으로 2005년 5월 16일 독일의 루프트한자 소속의 에어버스 A340-300 항공기 중 한대를 "Gander-Halifax"라고 명명한 영광을 얻기도 했다. 이 항공기는 D-ALFC로 등록되어있다. 또한 그 항공기는 루프트한자 항공기들 중 최초로 비 독일내 도시로 명명되었다.

### 재명명
2005년 9월 9일, 메인 터미널의 이름을 전직 노바스코샤 주지사이자 연방 기관의 평판있던 인물인 로버트 L. 스탠필드로 재명명되었다. 2007년 2월 9일, 캐나다의 총리인 스티븐 하퍼 수상이 핼리팩스 공항을 방문, 기존의 핼리팩스 국제공항에서 핼리팩스 로버트 L. 스탠필드 국제공항으로 재명명되었다는 것을 공표하였다.

## 수상 경력
국제 항공 운송 협회와 국제공항협의회가 주최하는 AETRA 설문조사서 핼리팩스 공항은 2005년 승객 만족 부분서 수상한 경력이 있다. 핼리팩스 공항은 2년 연속 북아메리카 공항 중 최고의 공항과 캐나다 국내선 공항 중 최고의 공항으로 등극 되었다. 그리고 3년 연속 5백만명 규모 공항 중 Top 5에 선정되었다. 2007년 3월에는 2006년 국제공항협의회에서 실시한 설문조사서 두바이의 두바이 국제공항과 함께 공동 1위를 수상하기도 했다. 또한 4년 연속 5백만명 규모 공항들 중 승객 만족 부분에서 수상하기도 했다. 2011년 국제공항협의회가 설문조사서 북아메리카에 있는 2백~5백만명 규모의 중형 공항중 3등을 수상하기도 했다.

## 여객터미널
여객터미널은 애초에 1960년 9월에 준공되기로 되어 있었다. 그러나 애초에 1년에 3백 5천만명을 수용할 수 있게 걸선된 터미널이 포화상태에 이르자 지속적인 확장 공사를 감행하였다. 1998년부터 공항에 대한 현대화 작업이 시작되었다. 최근 2004년 9월에 작업이 마무리 되어갔는데 그 과정은 활주로와 유도로에 대한 추가 증설과 연장이었다. 그리고 새로운 호텔과 터미널 장식 그리고 감시탑 건설이었다. 그 과정을 수행하는데 250 달러가 소비되었다.2004년 12월 캐나다 정부와 미 세관청은 핼리팩스 공항에대한 미국의 무비자 입국을 승인하였다. 그리고 2006년 상용화되었다. 2007년 12월, 공항 당국은 2,300평의 부지를 사용해 5개의 주기장을 추가 건설하겠다는 발표를 하였고 2009년 완공하겠다고 했다. 기르고 재정적 문제로 건설이 연기되었던 쉐라톤 호텔에 대한 건설또한 시작하겠다고 했다. 2006년 10월 26일, 독일의 기업에 의해 14개의 격납고와 169개의 방, ALT호텔을 공항과 연결시키기로 하였다. 2010년, 공항의 유도로를 추가 건설하였고 각가 줄리엣(J)와 킬로(K)로 명명하였다. 최근에는 05번과 23번의 활주로 확장에 대한 작업이 끝이 났다.

## 운항 노선
| 항공사                 | 목적지 |
| ---------------------- | --- |
| 에어 캐나다            | 런던(히스로), 몬트리올, 오타와, 세인트존스, 토론토(피어슨) 계절편: 캉쿤, 카요코코, 포트로더데일, 몬테고 만, 올랜도, 푸에르토 플라타, 푼타카나, 사마나, 산타클라나, 템파, 바라데로 |
| 에어 캐나다 익스프레스 | 보스턴, 샬럿타운, 디어 레이크, 프레더릭턴, 갠더, 구스 만, 멍크턴, 몬트리올, 오타와, 세인트존스, 세인트 존, 시드니(캐나다 노바스코샤)                                              |
| 에어트랜젯             | 계절편: 캉쿤, 카요코코, 올긴, 런던(개트윅), 몬테고 만, 올랜도, 푸에르토 플라타, 푼타카나, 산타 클라나, 바라데로                                                                   |
| 캐나디안 노스          | 이카루이칸, 세인트 존스 전세편: 시드니(캐나다 노바스코샤) |
| 포터 항공              | 몬트리올, 오타와, 세인트 존스, 토론토(빌리 비숍) 계절편: 스티븐빌 |
| 프로빈셜 항공          | 카를로 |
| 선윙 항공              | 계절편: 캉쿤, 카요코코, 바하마, 홀군, 몬테고 만, 올랜도, 푸에르토 플라타, 푼타 카나, 상트페테르부르크, 바라데로                                                                   |
| 웨스트젯               | 캘거리, 세인트 존스, 토론토(피어슨) 계절편: 캉쿤, 에드먼턴, 포트 라운더달레, 해밀턴, 몬테고 만, 올랜도, 오타와, 푼타 카나, 팸파                                                   |
| 영국항공               | 런던(히드로) 계절편: 런던(개트윅) |
| BA 시티플라이어        | 계절편: 런던(시티) |
| 에어 세인트 피에르     | 세인트피에르 |
| 콘도르                 | 계절편: 프랑크푸르트 |
| 아이슬란드 항공        | 계절편: 레이캬비크 |
| 델타 커넥션            | 계절편:뉴욕(라가디아) 계절편: 애틀랜타, 디트로이트 |
| 유나이티드 익스프레스  | 시카고(오헤어), 뉴어크 계절편: 워싱턴(덜레스) |
| US 익스프레스          | 필라델피아 계절편: 워싱턴(내셔널) |
| 유럽 에어포스트        | 계절편: 글래스고, 파리(샤를 드 골) |

### 화물 노선
| 항공사                | 목적지                                                             |
| --------------------- | ------------------------------------------------------------------ |
| 대한항공 카고         | 앵커리지, 서울(인천)                                               |
| 페덱스 익스프레스     | 토론토(피어슨), 앵커리지, 파리(샤를 드 골), 런던(히드로), 제네바   |
| ABX 에어              | 샌프란시스코, 앵커리지, 뉴욕 (JFK)                                 |
| 에어 캐나다 카고      | 토론토-피어슨, 밴쿠버, 애드먼턴, 몬트리올, 위니펙, 오타와          |
| 카고제트 항공         | 토론토(피어슨), 앵커리지, 밴쿠버                                   |
| 프로레터 항공         | 토론토(피어슨), 위니펙, 밴쿠버, 오타와, 앵커리지                   |
| 스카이링크 익스프레스 | 토론토(피어슨), 밴쿠버, 오타와, 애드먼턴, 몬트리올, 앵커리지       |
| DHL 항공              | 앵커리지, 밴쿠버, 뉴욕(JFK), 런던(히드로), 모스크바 (셰레메티예보) |
| 아이슬란드 항공 카고  | 레이캬비크                                                         |
| ASL 항공 벨기에       | 앵커리지, 브뤼셀, 유로 에어포트                                    |

## 지상 연계 교통
메트로X와 버스가 공항에서 시내까지 운행하고 있다. 320번 버스는 터미널에서부터 시내 중심에 있는 엘버멜 가까지 운행한다.

## 비 항공시설
공항 근처에는 애틀랜틱 캐나다 항공 박물관이 위치해 있다.

## 사건 및 사고
- 1998년 9월 2일, 스위스 항공 111편 (기종: MD-11)이 뉴욕의 존 F. 케네디 국제공항을 이륙하고 나서 30분이 지나 캐나다 노바스코샤 패기스 만에 추락하였다. 수사 과정에서 스위스 항공 측이 1998년 기내 업그레이드를 하면서 1등석을 불법 개조하면서 과열이 발생하였고 화재로 이어져 추락하게 되었다.
- 2004년 10월 14일, MK 항공 1062편이 (기종: 보잉 747-200F) 핼리팩스 국제공항에서 이륙하던 중 추락해 전원이 사망하였다..
- 2013년 6월 14일, 카고제트 항공 소속 보잉 757기에 화물을 적재하던 58세 남성이 고장난 적재기에 깔려 즉사하였다.